# Лімфангіт
Лімфангіт (лімфангоїт, лімфангіїт) — запалення лімфатичних судин, яке частіше за все спричинюють стафілококи та стрептококи, що потрапляють у просвіт судин через поверхневі пошкодження шкіри (розчісування, подряпини, фурункули).

## Клінічні прояви
Відчуття напруження, свербіж та печіння поблизу того або іншого поверхневого пошкодження шкіри розлитого характеру без чітких границь, червоні смуги, що йдуть поздовжньо. При пальпації визначаються ущільнені тяжі, болючі, що відповідають червоним смугам на шкірі. Загальний стан хворих погіршується, температура підвищується.

## Перебіг захворювання
При лімфангіті уражається вся стінка судини, в просвіт його випадають згустки фібрину, що перериває потік лімфи (має значення для відмежування запалення). Лімфангіт проявляється вузькими червоними смугами на шкірі. При деяких формах в області смуг розвиваються ущільнення і болючість. Одночасно підвищується температура тіла, з'являється озноб, погіршується загальне самопочуття. При лімфангіті глибоких судин спостерігаються набряк, хворобливість. Хронічний лімфангіт характеризується закупоркою лімфатичних проток з утворенням набряків.

## Лікування
Ліжковий режим. При лімфангіті руки слід накласти шинну пов'язку, при лімфангіті ноги — припідняте положення кінцівки. Місцево зігрівальні та мазеві компреси. Сульфаніламідні препарати за схемою, антибіотики (з урахуванням чутливості мікрофлори до них). Лікування основного вогнища запалення.

## Профілактика
Вчасне лікування запальних, травматичних та інших вогнищ.